# アンゴラ民主人民共和国

アンゴラ民主人民共和国
República Popular Democrática de Angola (ポルトガル語)

UNITAが支配する領域の最大範囲

アンゴラ民主人民共和国（アンゴラみんしゅじんみんきょうわこく、ポルトガル語: República Popular Democrática de Angola、RPDA）は、アンゴラに存在する国家を宣言していた、アンゴラ人民共和国のライバルにあたる政府である。
RPDAは、フアンボのアンゴラ民族解放戦線（FNLA）とアンゴラ全面独立民族同盟（UNITA）によって宣言された。アンゴラ独立後の1975年11月11日に結成されたが、1976年2月11日までにFNLA軍は、アンゴラ解放人民運動（MPLA）に敗れた。
RPDAは当初、毛沢東思想と国共内戦の影響を受けており、社会主義国家の建設が明確に言及されていた。
1979年にRPDAは再び結成され、アンゴラ内戦を経て、2002年4月4日に解散した。
領土の変遷
- 1975年10月14日時点  UNITA  FNLA
- 1975年12月12日時点  UNITA  FNLA
- 1976年1月-3月の戦闘  UNITA  FNLA
- 1979年時点  UNITA
- 1980年2月-1981年9月の戦闘  UNITA
- 1981年9月2日時点  UNITA
- 1984年1月13日時点  UNITA
- 1993年3月8日時点  UNITA